# Ingrid Antonijevic
Ingrid Antonijevic Hahn (sinh ngày 22 tháng 7 năm 1952) là một nhà kinh tế Chile, doanh nhân, học thuật và cựu Bộ trưởng Kinh tế, Phát triển và Tái thiết (2006) chỉ trong hai tháng, trong nội các đầu tiên của Tổng thống xã hội chủ nghĩa Michelle Bachelet. Khi còn trẻ, cô là một chiến binh trong tổ chức MAPU, và sau khi kết thúc chế độ Pinochet, cô là một trong những người sáng lập Đảng Dân chủ (Partido Por la Democracia a.k.a. PPD) dẫn đầu sự chuyển đổi sang dân chủ ở Chile. Cô là một doanh nhân tiến bộ thúc đẩy trách nhiệm xã hội của công ty và sự tham gia của khu vực tư nhân trong các dự án do chính phủ khởi xướng nhằm mục đích mang lại lợi ích cho cả nước. Cô rất nổi tiếng ở đất nước Chile khi giữ vị trí trong các tổ chức mà theo truyền thống do đàn ông nắm giữ.

## Tiểu sử
Antonijevic được sinh ra ở phía bắc thành phố cảng Iquique của Chile ở vùng Tarapacá trong một gia đình trung lưu. Cô là con gái út của người nhập cư và doanh nhân người Croatia, Leandro Antonijevic Bezmalinović, và vợ là Ingeborg Hahn Von Neumann đến từ Đức.
Khi 7 tuổi gia đình cô chuyển đến Santiago, Chile, nơi cô tiếp tục học tập và xuất sắc về mặt học thuật, tốt nghiệp kinh tế tại Đại học Chile. Khi còn là một sinh viên trẻ, cô đã trở thành một chiến binh trong tổ chức MAPU thành lập một phần của liên minh Thống nhất nổi tiếng do Salvador Allende đứng đầu bị lật đổ trong một cuộc đảo chính quân sự vào ngày 11 tháng 9 năm 1973.
Năm 2006, cô được trao tặng danh hiệu Circle of Honor của Đại học Chile cho các đóng góp của cô cho khu vực công và là một trong những sinh viên tốt nghiệp nổi tiếng nhất của trường đại học này.